# Kike Elizalde
Kike Elizalde Pérez de Ziritza, nacido en la localidad navarra de Alsasua el 9 de marzo de 1961, fue pelotari español profesional en la modalidad de Remonte, haciendo su debut en el año 1978.
Tras un breve paso por el campo de aficionados, paso a profesionales en el año 1978. Su mayor éxito fue el subcampeonato logrado en el año 1991 en el Campeonato individual, así como las cinco txapelas obtenidas al lograr el título en el Campeonato de parejas de Remonte en 1986, 1987, 1990, 1992 y 1996. Durante la década de los ochenta y principios de los noventa fue el mejor remontista navarro.

## Final campeonato individual
| Año  | Campeón  | Subcampeón | Tanteo | Frontón   |
| ---- | -------- | ---------- | ------ | --------- |
| 1991 | Mujika I | Elizalde   |        | Galarreta |